# نوكيا 6500 منزلق

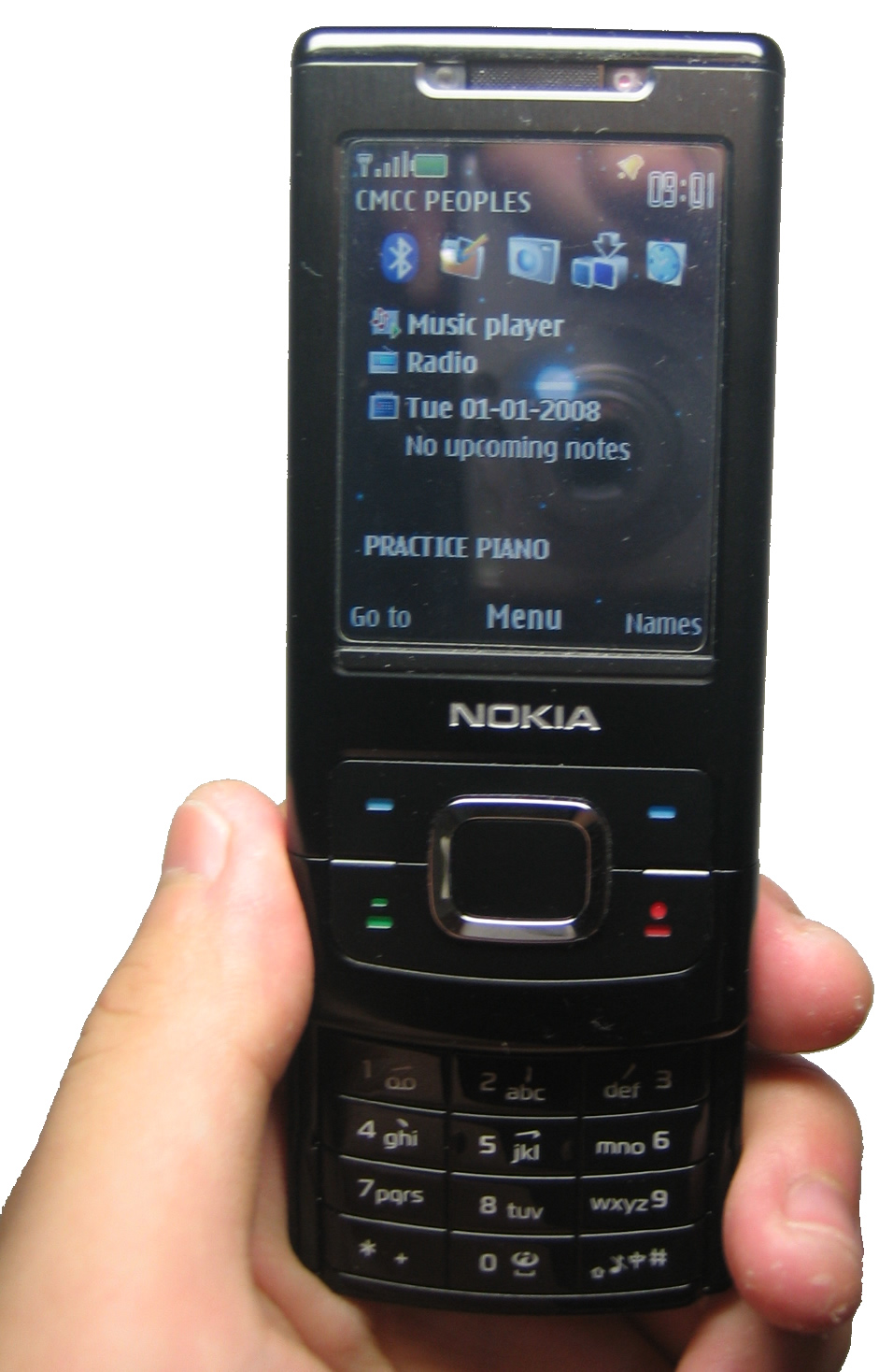
نوكيا 6500 منزلق

نوكيا 6500 منزلق هو أحد أجهزة نوكيا، شركة الهواتف والتقنية النقالة. يأتي هذا الجهاز مع شاشة نوعها 240 * 320 24-بت (16.7 مليون) لون. تم إصدار هذا الجهاز في 2007. تقنيته/تردده هي GSM/UMTS. جيل الجهاز هو BB5.0. عامل الشكل (التصميم) للجهاز هو «منزلق». الجهاز يحتوي على كامير نوعها: 3.2 ميغابيكسل.